# Woo Seung-yeon
Woo Seung-yeon (24 de mayo de 1983-27 de abril de 2009) fue una modelo y actriz surcoreana.

## Biografía
Comenzó su carrera como modelo en revistas y anuncios de televisión, y participó con papeles menores en las películas Herb (2007) y Private Eye (2009). Estuvo afiliada a la agencia de gestión Yedang Entertainment en 2008, pero se trasladó a Oracle Entertainment  en febrero de 2009. Había sido sometida a tratamiento para la depresión, pues había estado bajo estrés severo después de una serie de audiciones fallidas. El momento de su muerte, fue en un permiso de ausencia de la Universidad de Chung-Ang, donde estudiaba lengua y literatura francesa.

### Muerte
El 28 de abril de 2009 fue encontrada ahorcada en su casa de Jamsil-dong, Seúl, en un aparente suicidio. Su cuerpo fue descubierto a las 7:40 p. m. por su compañera de cuarto. Antes de su muerte, envió un mensaje de texto a su hermana diciendo "Lo siento", y dejó una nota en su diario que decía, "Yo amo a mi familia. Lamento mucho irme antes". La policía creyó que la depresión sobre su situación y el miedo al futuro la llevó al suicidio.

## Filmografía
| Año  | Título      | Papel     |
| ---- | ----------- | --------- |
| 2007 | Herb        |           |
| 2009 | Private Eye | Kae-ddong |